# Брянск
Брянск — город областного значения в России, административный центр Брянской области Российской Федерации. Образует муниципальное образование город Брянск со статусом городского округа.
Расположен на западе Среднерусской возвышенности, на обоих берегах реки Десны при впадении в неё Болвы и Снежети. Население: 372 123 чел.(2025).
25 марта 2010 года указом Президента Российской Федерации Дмитрия Медведева Брянску присвоено почётное звание «Город воинской славы».

## Этимология
Впервые город упоминается в Ипатьевской летописи как Дебрянск под 1146 годом, позднее — в Воскресенской, Лаврентьевской, Троицкой летописях и других источниках. Название города Брянск, по-видимому, произошло от древнерусского слова Дьбряньскъ, образованного от слова дьбрь. Древнерусское слово дьбрь/дебрь означает горный склон, ущелье, ров, долина или низина, поросшие густым лесом и кустарником. По закону падения слабых еров, ерь между д и б выпал, а сложное сочетание дб упростилось до б. По оценке В. А. Никонова, этимология топонима остаётся неясной, поскольку до конца XII века город именовался Брынью и непонятно, какая форма первичнее: Брынь или Дьбряньскъ. Отпадение начального дь- возможно, но не представляет фонетического закона.

## История
Точная дата основания Брянска неизвестна. Археологические данные, полученные при раскопках старого городища на Чашином кургане в 1976—1979 годах, указывают на то, что город на территории нынешнего Брянска возник в последней четверти X века. Исходя из этих данных, условным годом основания Брянска считают 985 год. Густые брянские леса долгое время отделяли поднепровский очаг русской цивилизации от так называемого Залесья. Лишь при киевском князе Владимире Мономахе через них была проложена «прямоезжая дорога», что поспособствовало усилению славянской колонизации Северо-Восточной Руси.
В XIII веке (возможно, после нападения монголо-татар) город был перенесён с Чашина кургана на Покровскую гору, где был выстроен Брянский кремль.

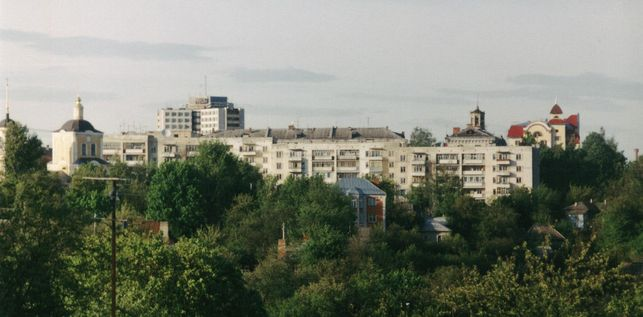
Вид на Петровскую гору через овраг Верхний Судок

Древний Брянск входил в состав Черниговского княжества. После разрушения монголами в 1239 году Чернигова, Новгорода-Северского и других городов Черниговского княжества центр епархии и столица княжества в 1246 году переместились в уцелевший Брянск. Таким образом было образовано Брянское княжество. Его первым князем стал Роман Михайлович, наследником которого должен был стать его сын Олег. Однако после пострижения последнего в монахи Брянск по ханскому ярлыку был неожиданно передан смоленским князьям. Так в Золотой Орде предотвращали чрезмерное усиление Черниговской земли.Брянск некоторое время являлся ключевым пунктом на пути из Юго-Западной Руси в Северо-Восточную: в 1299 году митрополит Максим переехал туда из Киева с промежуточным пребыванием в Брянске. В 1310 году город был опустошён татарами, приведёнными князем Василием Александровичем против своего дяди Святослава Глебовича.
В 1356 году литовский князь Ольгерд присоединил Брянск к Великому княжеству Литовскому. В 1408 году во время первого Стояния на Угре Брянск был кратковременно занят татарским отрядом на службе у великого московского князя Василия I. В 1500 году город был без боя взят войсками Ивана III и присоединён к Русскому государству. В начале XVI века вспыхнула новая война с Литвой, в ходе которой Брянск выступал как опорный пункт русских сил. Много лет Брянск был яблоком раздора между Речью Посполитой и Русским царством. Название города присутствовало почти в каждом мирном договоре.
В 1607 году город дважды подвергался нападению со стороны Лжедмитрия II. В первый раз город был сожжён, чтобы не достаться «вору», к концу же года был отстроен практически заново и успешно выдержал осаду войсками самозванца. Несмотря на постоянную военную угрозу, город рос, население увеличивалось. В 1616 году население города насчитывало 497 человек, а в 1622 году воевода князь Долгоруков отписывал, что в городе уже 1069 способных носить оружие.
С XVII века Брянск оказался на перепутье важнейших торговых путей, связавших Киев с Москвой; с этого времени началось бурное развитие торговли. При Петре I город был заново укреплён. На Десне была заложена Брянская верфь, на которой для похода против Турции были построены суда Брянской флотилии. В 1783 году для изготовления осадной и полевой артиллерии был основан Брянский арсенал.
В 1709 году город вошёл в состав Киевской губернии, с 1727 года в составе Севской провинции передан в Белгородскую губернию, а с 1778 года вошёл в новообразованное Орловское наместничество (с 1796 — губернию). В XIX веке Брянск стал центром так называемого Брянского промышленного района; в 1873 году возникло Акционерное общество Брянского рельсопрокатного, железоделательного и механического заводов, в последней четверти XIX века рядом с Брянском сформировался крупный железнодорожный узел.
В октябре 1919 года Дроздовская дивизия вела бои за Брянск с РККА, пытаясь овладеть городом. 5 ноября дроздовцы отошли от Брянска.
В 1920—1929 годах был центром Брянской губернии, с 1930 года — в составе Западной области.
В начале Великой Отечественной войны под Брянском располагалась крупная группировка войск Красной Армии. Орловско-Брянская операция (30 сентября — 23 октября 1941 года) РККА закончилась поражением, но задержала продвижение 2-й танковой группы Гудериана к Москве. 6 октября 1941 года, город был оккупирован немецкими войсками. В брянских лесах действовали партизанские отряды общей численностью до 60 000 человек. Значительная часть мирного населения была истреблена (массовые захоронения в Лесных Сараях, концлагерь № 142 в Радице).
17 сентября 1943 года Брянск был освобождён советскими войсками. В настоящее время эта дата отмечается как День города.
5 июля 1944 года была образована Брянская область; Брянск стал её административным центром.

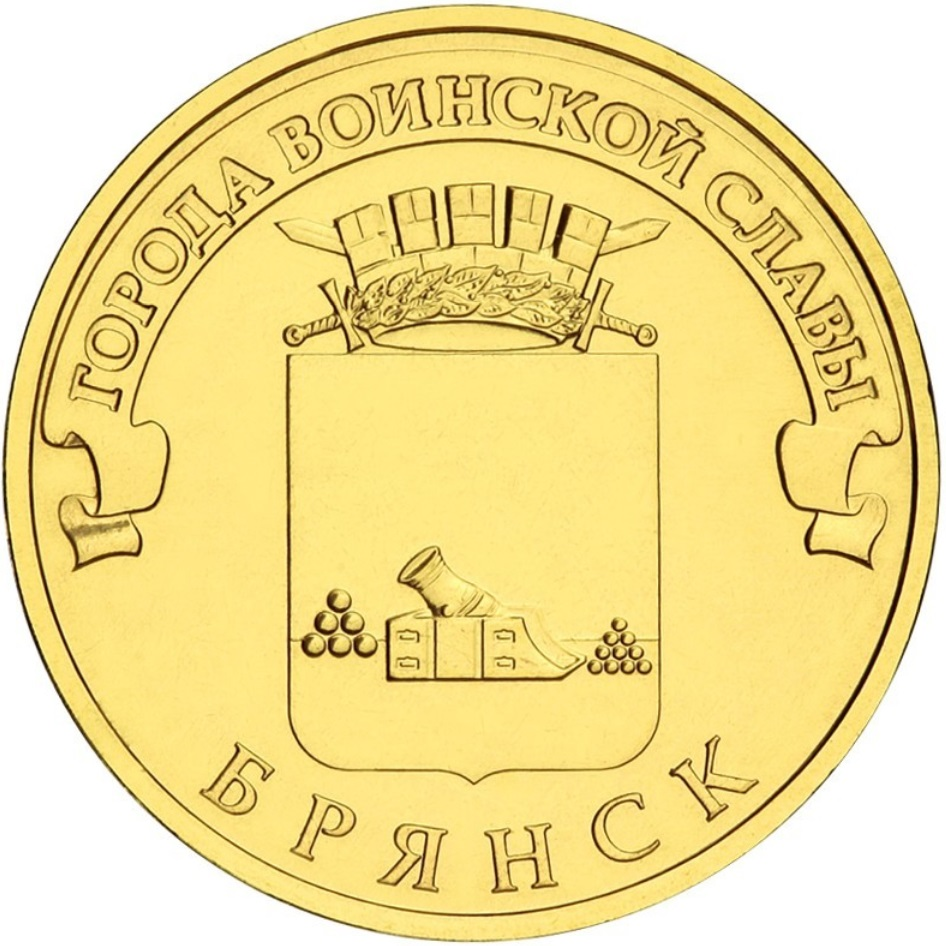
Памятная монета Банка России номиналом 10 рублей (2013), из серии «Города воинской славы.»

В 1950 году в состав Брянска были включены рабочий посёлок Урицкий и деревня Карачиж, а в 1956 году — город Бежица.
В ходе российского вторжения в Украину в конце 2024 года Украина нанесла удар по Брянску беспилотниками.

## Административное деление
Брянск разделён на 4 городских района:
- Бежицкий (которому подчинён посёлок городского типа Радица-Крыловка),
- Володарский (которому подчинён посёлок городского типа Большое Полпино),
- Советский,
- Фокинский (которому подчинён посёлок городского типа Белые Берега).

## Местная власть
Главы (мэры) города:
- Алехин, Игорь Иванович с 2006 года по 2009
- Патов, Николай Александрович с 2009 г.
- Ковалёв, Александр Яковлевич
- Хлиманков, Александр Анатольевич 1 октября 2014 — 27 сентября 2019
- с 26.09.2019 — Марина Валентиновна Дбар

## Население
Население города
| 1616     | 1622     | 1840     | 1850     | 1856     | 1861     | 1866     | 1888     | 1897     | 1913     | 1926     |
| -------- | -------- | -------- | -------- | -------- | -------- | -------- | -------- | -------- | -------- | -------- |
| 1000     | ↗2500    | ↗8200    | ↗9500    | ↗11 300  | ↗12 000  | ↗13 900  | ↗20 000  | ↗24 500  | ↗32 100  | ↗43 937  |
| 1931     | 1933     | 1937     | 1939     | 1956     | 1959     | 1960     | 1962     | 1967     | 1970     | 1973     |
| ↗47 645  | ↗67 000  | ↗85 049  | ↗87 490  | ↗111 000 | ↗207 319 | ↗218 300 | ↗241 000 | ↗288 000 | ↗317 504 | ↗348 000 |
| 1975     | 1976     | 1979     | 1982     | 1985     | 1986     | 1987     | 1989     | 1990     | 1991     | 1992     |
| ↗372 000 | →372 000 | ↗394 210 | ↗413 000 | ↗430 000 | ↗433 000 | ↗445 000 | ↗452 160 | ↘452 000 | ↗459 000 | ↗461 000 |
| 1993     | 1994     | 1995     | 1996     | 1997     | 1998     | 1999     | 2000     | 2001     | 2002     | 2003     |
| →461 000 | ↘460 000 | ↘458 000 | ↗459 000 | ↗462 000 | ↘459 000 | ↗461 100 | ↘457 400 | ↘450 600 | ↘431 526 | ↘431 500 |
| 2004     | 2005     | 2006     | 2007     | 2008     | 2009     | 2010     | 2011     | 2012     | 2013     | 2014     |
| ↘428 100 | ↘424 100 | ↘420 000 | ↘416 200 | ↘413 900 | ↘411 798 | ↗415 721 | ↘415 600 | ↘412 753 | ↘410 837 | ↘408 472 |
| 2015     | 2016     | 2017     | 2018     | 2019     | 2020     | 2021     | 2023     | 2024     | 2025     |          |
| ↘407 256 | ↘405 921 | ↗406 553 | ↘405 723 | ↘404 793 | ↘402 675 | ↘379 152 | ↘375 669 | ↘373 310 | ↘372 123 |          |

На 1 января 2025 года по численности населения город находился на 52-м месте из 1124 городов Российской Федерации.
Население городского округа
| 2002     | 2009     | 2010     | 2011     | 2012     | 2013     | 2014     | 2015     | 2016     | 2017     | 2018     |
| -------- | -------- | -------- | -------- | -------- | -------- | -------- | -------- | -------- | -------- | -------- |
| 450 289  | ↘430 172 | ↗435 245 | ↘434 560 | ↘432 033 | ↘429 940 | ↘427 357 | ↘426 060 | ↘424 582 | ↗425 030 | ↘423 981 |
| 2019     | 2020     | 2021     | 2024     |          |          |          |          |          |          |          |
| ↘422 796 | ↘420 444 | ↘395 574 | ↘389 293 |          |          |          |          |          |          |          |

## Физико-географическая характеристика

### Часовой пояс
Брянск находится в часовой зоне МСК (московское время). Смещение применяемого времени относительно UTC составляет +3:00.
В соответствии с применяемым временем и географической долготой средний солнечный полдень в Брянске наступает в 12:43.

### Климат
Климат умеренно континентальный. Зима отличается неустойчивой погодой: от сильных морозов до продолжительных оттепелей, лето влажное и тёплое, но сильная жара бывает редко.
| Показатель                               | Янв.  | Фев.  | Март  | Апр.  | Май  | Июнь | Июль | Авг. | Сен. | Окт. | Нояб. | Дек.  | Год   |
| ---------------------------------------- | ----- | ----- | ----- | ----- | ---- | ---- | ---- | ---- | ---- | ---- | ----- | ----- | ----- |
| Абсолютный максимум, °C                  | 7,6   | 9,9   | 23,1  | 28,3  | 32,3 | 34,9 | 37,7 | 38,4 | 30,7 | 24,8 | 17,1  | 9,9   | 38,4  |
| Средний суточный максимум, °C            | −4,8  | −3,9  | 1,6   | 11,4  | 18,9 | 22,5 | 23,9 | 22,8 | 16,9 | 9,4  | 2     | −2,8  | 9,8   |
| Средняя температура, °C                  | −6    | −6,1  | −0,8  | 7,2   | 13,7 | 17,1 | 18,9 | 17,5 | 11,9 | 6,1  | −0,7  | −4,9  | 5,8   |
| Средний суточный минимум, °C             | −10,7 | −10,7 | −5,6  | 2,3   | 7,9  | 11,7 | 13,4 | 12,3 | 7,4  | 2,3  | −2,8  | −7,7  | 1,8   |
| Абсолютный минимум, °C                   | −41,8 | −34,9 | −29,6 | −21,8 | −4,2 | −1,3 | 2,2  | 0,1  | −5,2 | −13  | −23,6 | −38,6 | −41,8 |
| Норма осадков, мм                        | 37    | 31    | 33    | 39    | 55   | 76   | 85   | 73   | 56   | 49   | 47    | 42    | 623   |
| Источник: Climatebase.ru,Погода и климат |       |       |       |       |      |      |      |      |      |      |       |       |       |

| Показатель                                                   | Янв.  | Фев.  | Март  | Апр. | Май  | Июнь | Июль | Авг. | Сен. | Окт.  | Нояб. | Дек.  | Год   |
| ------------------------------------------------------------ | ----- | ----- | ----- | ---- | ---- | ---- | ---- | ---- | ---- | ----- | ----- | ----- | ----- |
| Абсолютный максимум, °C                                      | 4,5   | 6,0   | 23,1  | 28,3 | 31,8 | 31,9 | 37,2 | 38,4 | 28,0 | 22,5  | 17,1  | 9,4   | 38,4  |
| Средний суточный максимум, °C                                | −4,7  | −2,3  | 3,5   | 13,3 | 21,4 | 23,3 | 25,6 | 24,8 | 18,2 | 9,5   | 3,4   | −1,3  | 11,2  |
| Средняя температура, °C                                      | −7,2  | −5,2  | −0,5  | 8,1  | 15,5 | 18,0 | 20,3 | 18,9 | 13,3 | 5,7   | 1,3   | −3,4  | 7,1   |
| Средний суточный минимум, °C                                 | −9,7  | −7,8  | −4,1  | 3,2  | 9,8  | 12,7 | 15,2 | 13,5 | 9,0  | 2,4   | −0,7  | −5,5  | 3,2   |
| Абсолютный минимум, °C                                       | −26,8 | −27,4 | −19,2 | −5,5 | −1   | 3,3  | 6,0  | 4,4  | −0,4 | −11,7 | −19,1 | −26,4 | −27,4 |
| Норма осадков, мм                                            | 48    | 37    | 35    | 37   | 61   | 71   | 81   | 53   | 53   | 49    | 44    | 63    | 632   |
| Средняя влажность, %                                         | 88    | 84    | 74    | 65   | 64   | 68   | 72   | 69   | 77   | 81    | 88    | 91    | 77    |
| Средняя скорость ветра, м/с                                  | 2,2   | 2,2   | 2,3   | 2,3  | 2,0  | 2,1  | 1,8  | 1,7  | 1,9  | 1,9   | 2,1   | 2,3   | 2,1   |
| Источник: Погода и Климат (компиляция данных с метеостанции) |       |       |       |      |      |      |      |      |      |       |       |       |       |

## Экономика

### Промышленность
За 2009 год по предприятиям обрабатывающих производств объём отгруженных товаров собственного производства, выполненных работ и услуг собственными силами составил 28,33 млрд рублей.
Крупные предприятия
- Брянский машиностроительный завод;
- Бежицкий сталелитейный завод;
- Брянский автомобильный завод. Основан 4 июня 1958 года как Брянский завод колесных тягачей[78];
- Ирмаш (дорожно-строительная, землеройная техника);
- Брянсксельмаш;
- Термотрон-Завод (оборудование для железных дорог, подъёмно-транспортное оборудование);
- Брянский арсенал (дорожно-строительное оборудование). Основан 12 января 1783 года как завод «Арсенал»[78];
- Брянский тракторный завод;
- Брянский экспериментальный завод по ремонту дизельных машин;
- Брянский химический завод им. А. И. Поддубного;
- ЗАО «Группа Кремний ЭЛ» (интегральные схемы, полупроводниковые приборы);
- НПФ «Электроаппарат» (радиоизмерительные приборы, электротехническое оборудование, сейчас не выпускается);
- Брянский электромеханический завод;
- Брянскпромбетон;
- Брянский завод теплоизоляционных материалов;
- Брянская бумажная фабрика (пгт Белые Берега);
- Брянский камвольный комбинат[79];
- Брянскспиртпром;
- Брянскгипрозем
- Брянконфи (кондитерские изделия);
- Пищекомбинат Бежицкий;
- АО «Брянскпиво»;
- Мелькрукк (мука, крупа, макаронные изделия, солод);
- «Куриное Царство», в составе ОАО «Группа „Черкизово“», переработка мяса птицы;
- Брянский молочный комбинат. Запущен 22 июля 1958 года[78]
- Брянский мясокомбинат;
- Царь-мясо, Брянский мясоперерабатывающий комбинат;
- ОАО НИИ «Изотерм»;
- ОАО «НИИПИнефтегазстроймаш»;
- АО «Транснефть-Дружба»
- НовоТехРейл (на базе Новозыбковского машиностроительного завода)[80].

## Транспорт

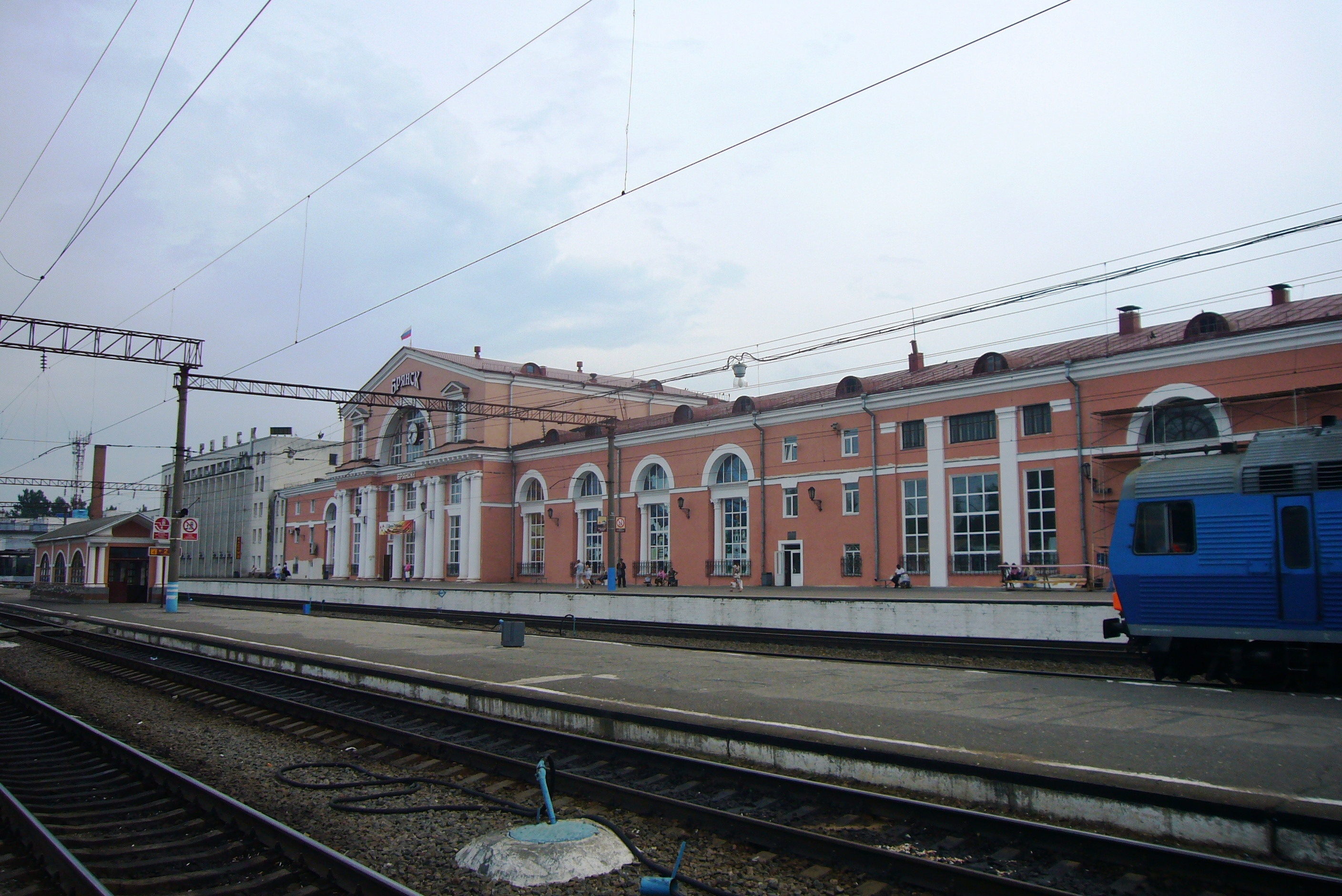
Вокзал станции Брянск-Орловский

Узел федеральных автотрасс: М3 Москва — Киев, А240 Брянск — Новозыбков — граница с Беларусью, Р120 Орёл — Рославль — Рудня.
Брянск — крупный железнодорожный узел: идут линии на Москву, Киев, Харьков, Гомель, Смоленск, Орёл и Вязьму, по которым осуществляются пассажирские и грузовые перевозки. В городе расположены железнодорожные вокзалы: Брянск-Орловский и Брянск-Льговский (Брянск-I и Брянск-II соответственно), станция Орджоникидзеград. С 26 мая 2013 года запущен дневной сидячий скорый поезд сообщением Москва — Брянск.
Центральный автобусный вокзал расположен на улице Пересвета; также имеется автостанция в Бежице. В 14 километрах к юго-западу от города находится международный аэропорт Брянск.
Через Брянск пролегает нефтепровод «Дружба», газопроводы Дашава — Москва и Шебелинка — Москва (с ответвлением на Гомель).

#### Городской общественный транспорт
Пассажирские перевозки осуществляются маршрутными такси (более 1400 машин на 54 постоянных городских маршрутах), троллейбусами на 11 регулярных маршрутах (без дополнительных; см. Брянский троллейбус), автобусами (36 маршрутов), а также пригородными электропоездами и автомотрисами.

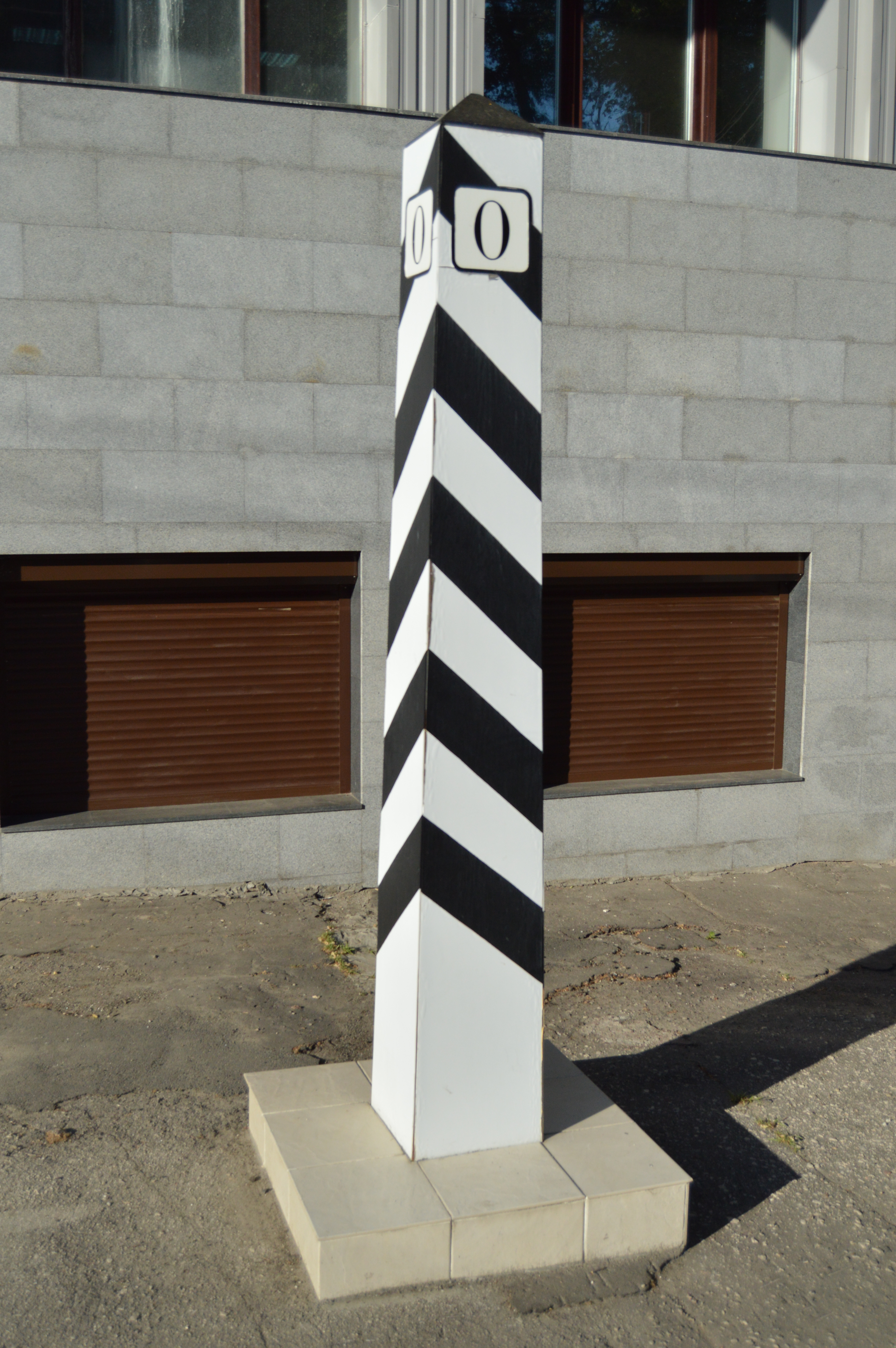
Знак нулевого километра города Брянск у здания Главпочтамта

### Связь
Мобильные операторы
- МТС — 2G, 3G, 4G
- «Билайн» — 2G, 3G, 4G
- «МегаФон» — 2G, 3G, 4G
- Tele2 — 2G, 3G, 4G
- Yota — 2G, 3G (на базе сети МегаФон), 4G
- Тинькофф Мобайл 2G, 3G, 4G (на базе сети Tele2)
- СберМобайл 2G, 3G, 4G (на базе сети Tele2)

Интернет
Широкополосный доступ в Интернет в Брянске предоставляют следующие провайдеры:
- «Билайн» (ОАО «Вымпел-Коммуникации»)
- TTK (ЗАО «Компания ТрансТелеКом»)
- МТС (ОАО «Мобильные ТелеСистемы»)
- «Ростелеком» (ПАО «Ростелеком»)
- «Скайстрим» (ООО «Скайстрим»)
- «Дом.ru БКС» (АО «ЭР-Телеком Холдинг»)

## Образование
Муниципальная система образования состоит[когда?]

 из 187 образовательных учреждений:
- 76 общеобразовательных школ (из них 3 лицея, 9 гимназий);
- 98 дошкольных образовательных учреждений (14 600 воспитанников);
- 10 центров и домов творчества (в том числе Брянский областной Дворец детского и юношеского творчества имени Ю. А. Гагарина);
- 2 учебно-производственных комбината в Бежицком и Советском районах города;
- муниципальное образовательное учреждение для детей, нуждающихся в психолого-педагогической помощи «Брянский городской центр психолого-медико-социального сопровождения»;
- муниципальное образовательное учреждение «Брянский городской информационно-методический центр в системе дополнительного педагогического образования (повышения квалификации)».

Высшее образование в 2013 году в Брянске и Брянской области осуществляли 5 вузов:
- Брянский государственный технический университет;
- Брянский государственный университет имени академика И. Г. Петровского;
- Брянский государственный инженерно-технологический университет;
- Брянский институт управления и бизнеса;
- Брянский аграрный университет (п. Кокино).

Кроме того, в 2024 году в Брянске и области работали филиалы следующих вузов:
- Петербургский государственный университет путей сообщения Императора Александра I;
- Брянский государственный университет имени академика И. Г. Петровского (филиал в г. Новозыбкове);
- Российский экономический университет им. Г. В. Плеханова;
- Российская академия народного хозяйства и государственной службы при Президенте РФ;
- Самарский государственный технический университет, Представительство в г. Брянске;
- Московский финансово-промышленный университет «Синергия», Представительство в г. Брянске;
- Московский государственный университет технологий и управления имени К.Г.Разумовского (Первый казачий университет) (г. Унеча);
- Орловский государственный университет имени И. С. Тургенева (г. Карачев).

Среднее профессиональное образование осуществляют государственные и негосударственные учреждения:
- Брянский техникум управления и бизнеса;
- Брянский автотранспортный техникум;
- Брянский базовый медицинский колледж;
- Брянский колледж физической культуры;
- Брянский кооперативный техникум;
- Брянский медико-социальный техникум имени академика Н. М. Амосова;
- Брянский областной колледж искусств и культуры;
- Брянский областной колледж музыкального и изобразительного искусства;
- Брянский профессионально-педагогический колледж;
- Брянский строительный колледж имени профессора Н. Е. Жуковского;
- Политехнический колледж Брянского государственного технического университета;
- Колледж при РЭУ им. Г. В. Плеханова.

В городе работает 168 библиотек различной ведомственной принадлежности. Самая крупная — Брянская областная научная универсальная библиотека имени Ф. И. Тютчева.

## Культура

### Театры, кинотеатры, концертные залы

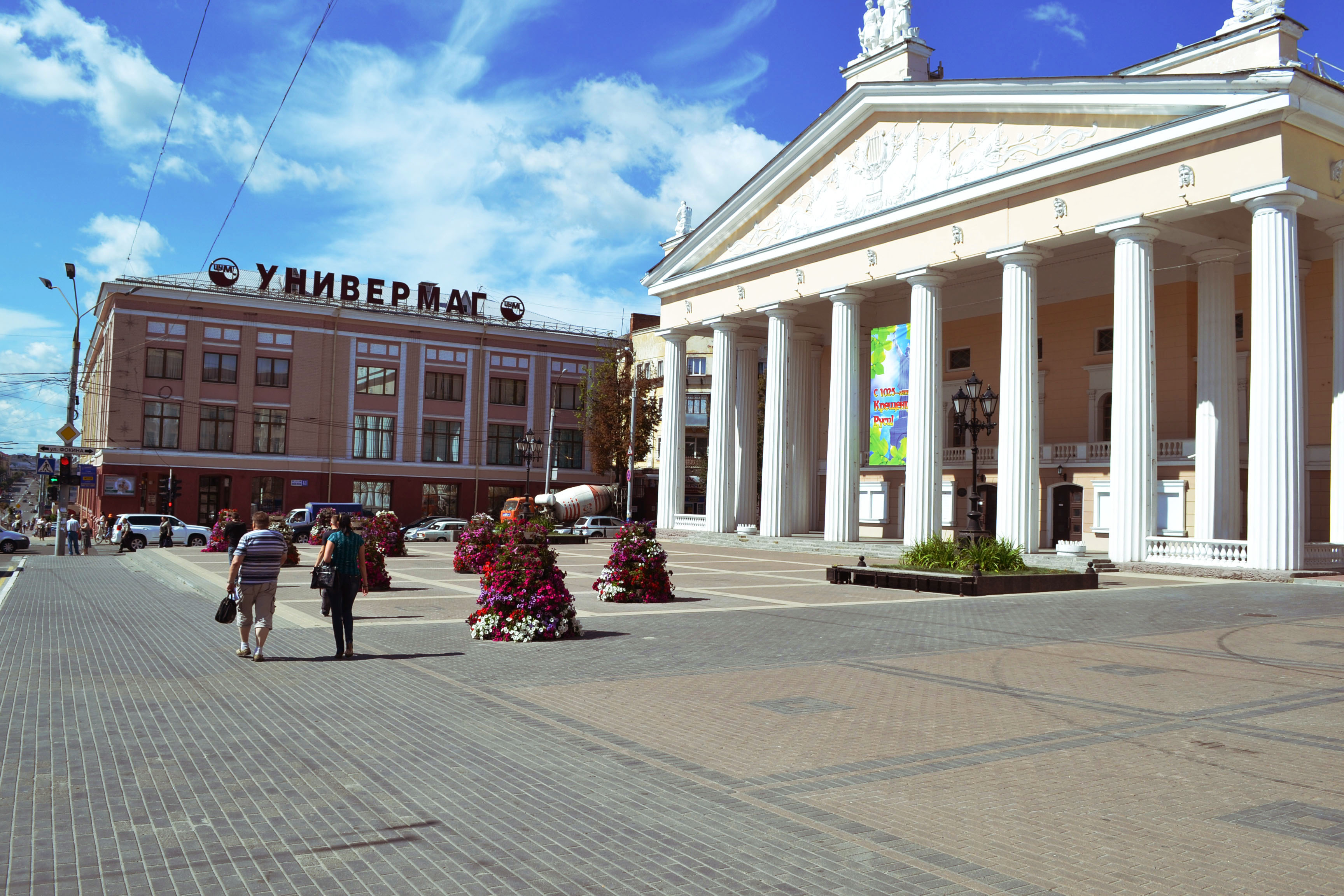
Драматический театр

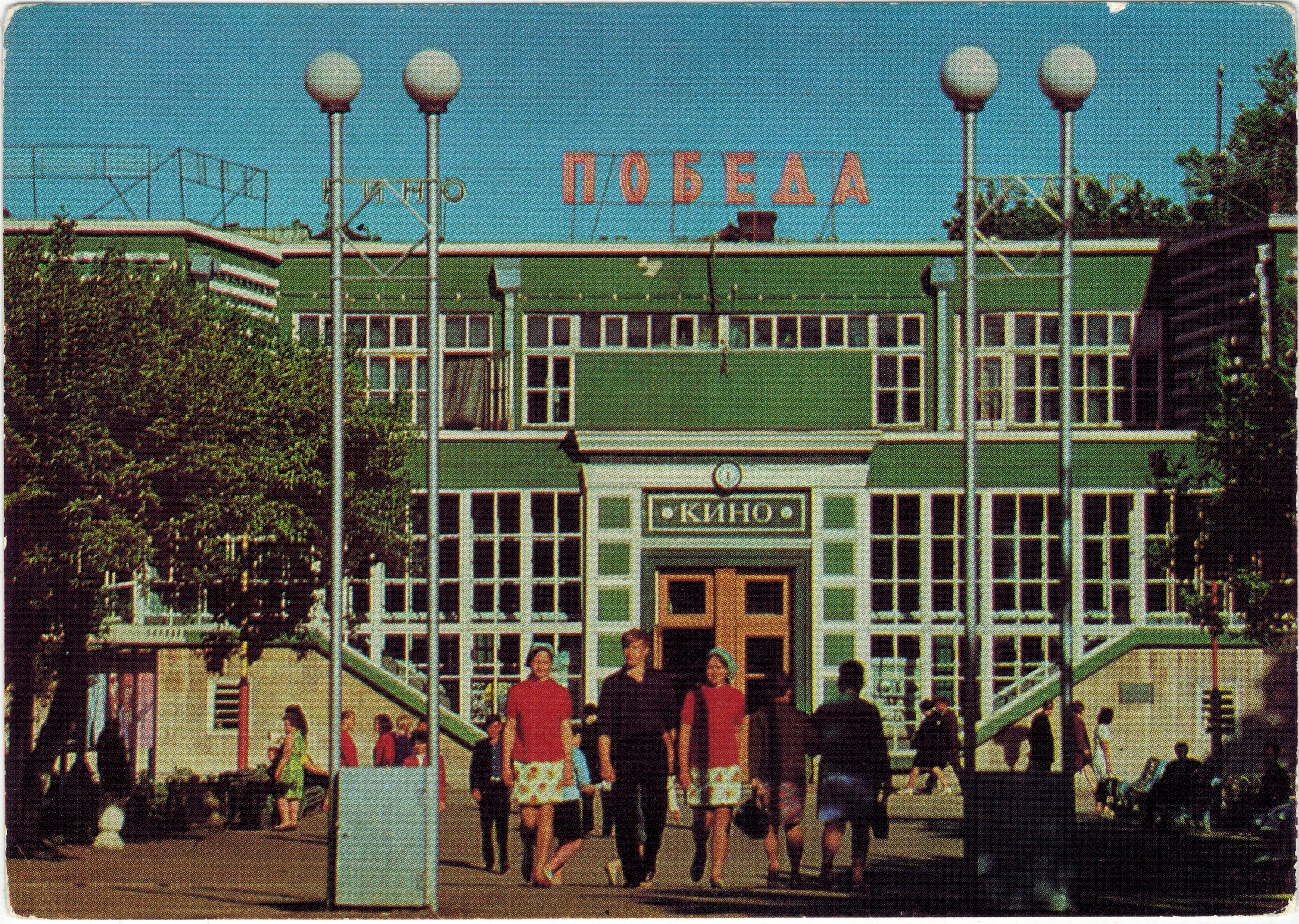
Кионтеатр «Победа» (фото 1976 года)

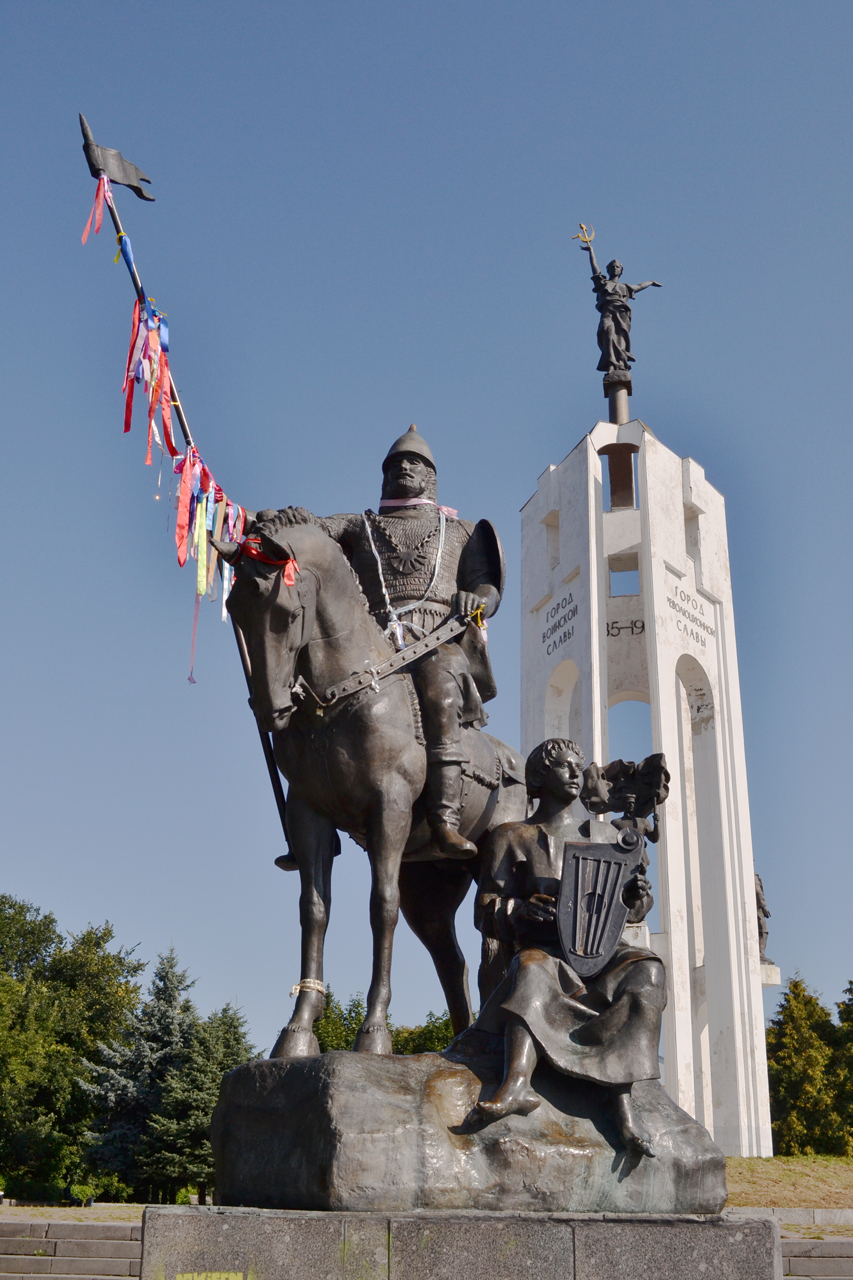
Памятник Александру Пересвету и Бояну на Покровской горе

- Брянский областной театр драмы имени А. К. Толстого.
- Брянский областной театр юного зрителя.
- Брянский областной театр кукол.
- Городской детский и молодёжный театр «Взрослые и дети».
- Детский музыкальный театр «Орфей».
- Концертный зал областной филармонии «Дружба».
- Концертный зал Дворца культуры БМЗ.
- 4 кинотеатров, из них 2 муниципальных: «Салют» (Володарский район), «Победа» (Бежицкий район), «Панорама» (ТРЦ БУМ-Сити и ТРЦ Аэро Парк).
- Цирк на 1945 мест.
- Планетарий.

### Музеи
- Брянский Государственный объединённый краеведческий музей:
  - Брянский краеведческий музей;
  - Музей истории партизанского движения на Брянщине (Мемориальный комплекс «Партизанская поляна»);
  - Брянский литературный музей[83].
- Брянский областной художественный музейно-выставочный центр:
  - Музей братьев Ткачёвых.
- Музей «Брянский лес» — первый в России профессиональный музей леса. Сгорел в ночь на 8 марта 2009 года.
- Парк-музей имени А. К. Толстого — декоративно-парковый ансамбль деревянной скульптуры.
- Мемориальный музей Д. Н. Медведева.

### Выставки
- Городской выставочный зал. Открыт в январе 1966 года как художественная галерея[84]

## Телевидение и радиовещание

### Радиовещание
- 87,5 — Европа Плюс
- 87,9 — 32 радио
- 88,6 — Радио ENERGY
- 89,3 — Радио Гордость
- 90,2 — Радио Дача
- 90,6 — Радио Маяк
- 91,1 — Радио 7 на семи холмах
- 91,6 — Радио России / ГТРК Брянск
- 99,1 — Радио Калина Красная
- 99,5 — Радио Искатель
- 99,9 — Детское радио
- 100,3 — Like FM
- 100,8 — Ретро FM
- 101,5 — Авторадио
- 102,0 — Дорожное радио
- 102,6 — Русское радио
- 103,5 — DFM
- 104,0 — Вести FM
- 104,5 — Радио Рекорд
- 106,0 — Новое радио
- 106,5 — Юмор FM
- 107,0 — Радио Ваня
- 107,6 — Love Radio

### Телевидение
Цифровое эфирное вещание:
- 39 — Первый мультиплекс (РТРС-1)
- 23 — Второй мультиплекс (РТРС-2)

Местные телеканалы:
- ГТРК Брянск (выходит в эфир на каналах Россия 1 и Россия 24)
- Брянская губерния (кабельные сети и в эфире ОТР c 06:00 до 09:00 и с 17:00 до 19:00)
- Брянск 24 (кабельные сети) (Сетевое Партнёр — Телеканал Известия (IZ.RU)

## Пенитенциарные учреждения
В границах города расположены четыре учреждения УФСИН России по Брянской области.
Следственный изолятор № 1 находится в строениях по улице Советская в городе Брянск. Причислен к памятникам архитектуры. Режимные корпуса постройки XVIII, начала XX в. В конце восемнадцатого века появились первые постройки. В 1780 году был построен первый корпус тюрьмы. Второй режимный корпус сооружён в 1905 году. Строительные мастерские, котельную возвели в 1953 году. Сегодня здесь содержатся не более 600 человек, некоторые строения отремонтированы.
Исправительная колония строгого режима № 1 территориально находится на перешейке между озером Прорва и рекой Десна. На базе производственных цехов по обработке древесины в апреле 1945 году образовалось это учреждение. До этого здесь содержались немецкие военнопленные. После образования колонии смешано содержались и мужчины и женщины. Было налажено производство мебели и товаров народного потребления. В настоящее время здесь содержатся 1400 осуждённых мужчин. Налажена сборка ритуальных товаров, металлообработка, работает деревообрабатывающий участок. (Колония ликвидирована в декабре 2024 года).
Исправительная колония строгого режима № 2 находится в Фокинском районе областного центра, на улице Котовского. В 1961 на месте, отведённом под территорию учреждения, кроме старых овощных складов ничего не было. Оперативно нужно было разместить 550 человек осуждённых. Быстро, в течение года, были построены два общежития, банно-прачечный комбинат, КПП с комнатой свидания, котельная. Здесь изготавливали изделия из металла (труборезы, трубоприжимы). За всё время существования колонии режимы менялись несколько раз. С 2007 года это колония строгого режима, на территории которой разместилась и областная тюремная больница.
Воспитательная колония для несовершеннолетних города Брянска, в которой отбывают наказание около восьмидесяти подростков. Образована в 1956 году и находится в центре Советского района. Дети получают образование в вечерней сменной школе, также осуществляют свою деятельность два профессиональных училище № 40 и № 41.

## Награды
- Почётное звание Российской Федерации «Город воинской славы» (25 марта 2010) — за мужество, стойкость и массовый героизм, проявленные защитниками города в борьбе за свободу и независимость Отечества.
- Почётное звание «Город партизанской славы» (1967, официально с 25 апреля 2025) — за выдающийся вклад в развитие партизанских движений в годы Второй Мировой Войны и роль в борьбе с немецко-фашистскими захватчиками на оккупированной территории.
- Орден Октябрьской Революции (1979) — за успехи в хозяйственном и культурном строительстве, заслуги в революционном движении, мужество и стойкость трудящихся в годы Великой Отечественной войны, активное участие в партизанском движении.
- Орден Трудового Красного Знамени (1985) — за достижения в хозяйственном и культурном строительстве и в связи с 1000-летием[89].

## Достопримечательности
- Курган Бессмертия;
- Площадь Партизан;
- Свенский монастырь
- историческое место Чашин курган;
- историческое место Покровская гора;
- Набережная
- Красная площадь и Круглый сквер
- Бульвар Гагарина
- Брянский областной театр драмы имени А. К. Толстого
- Полицейский Дворец
- Авиловский Дворец
- Николаевский Цех
- Храм Возрождения
- Майский Дворец
- Старая Бежица
- Бывшая императорская Мужская Гимназия
- Фокинский Дворец
- Литий-Центр
- Привокзальная Слобода

В городе немало разрушающихся памятников архитектуры. Граждане города разными способами пытаются привлечь к проблеме внимание властей.

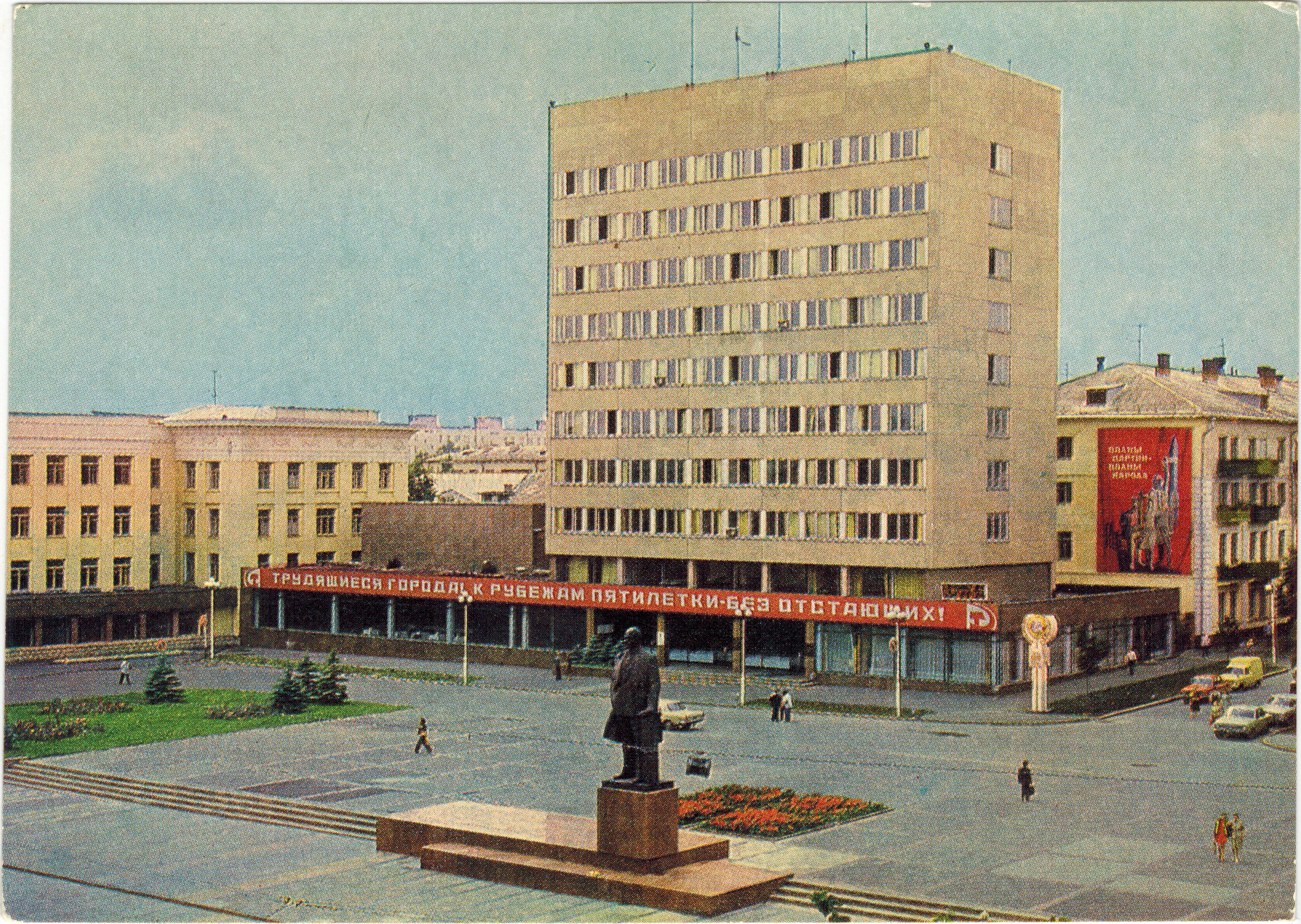
Площадь Ленина, 1980 год
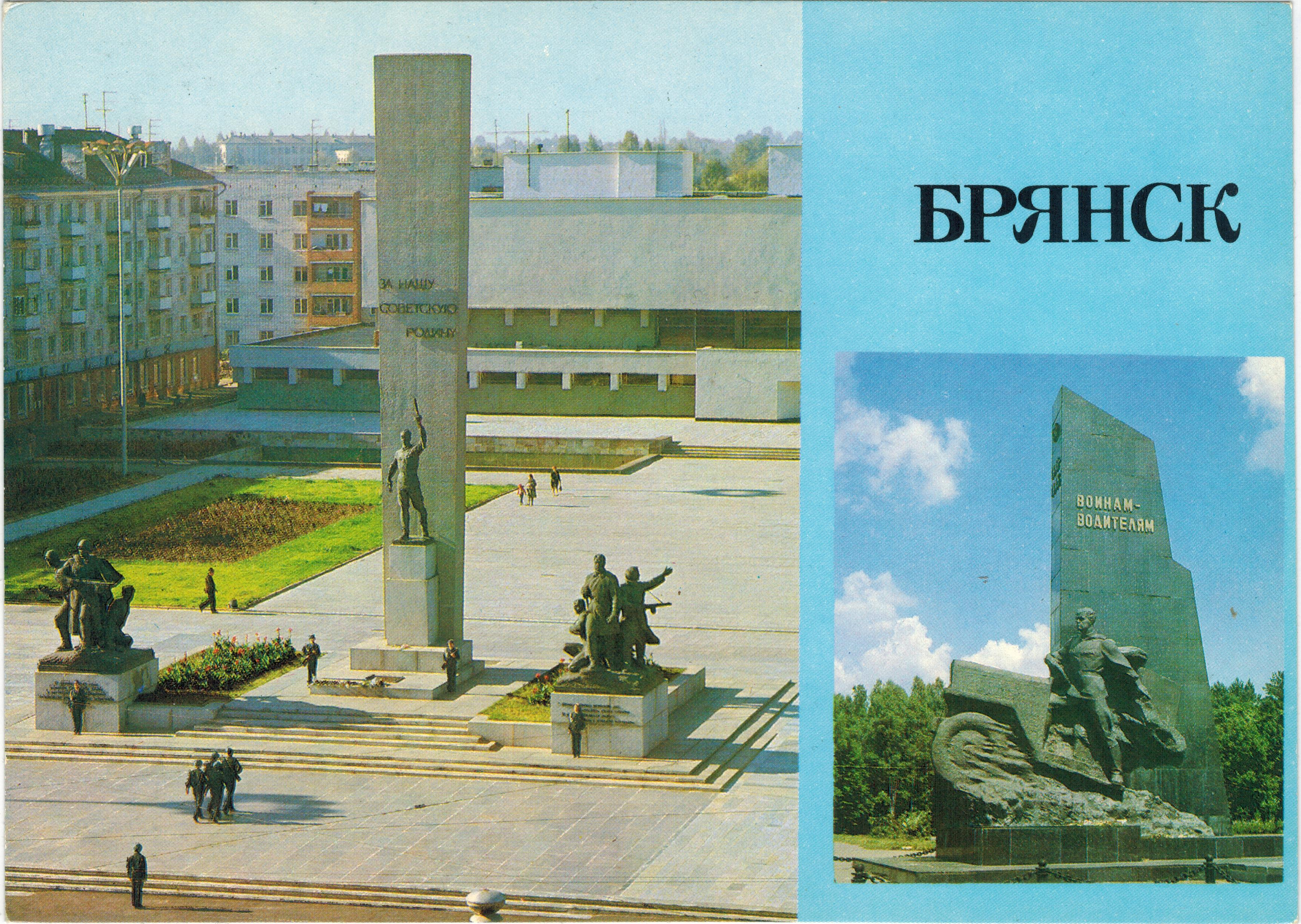
Памятник воинам и партизанам-освободителями Брянска. Памятник воинам-водителям. 1988 год.
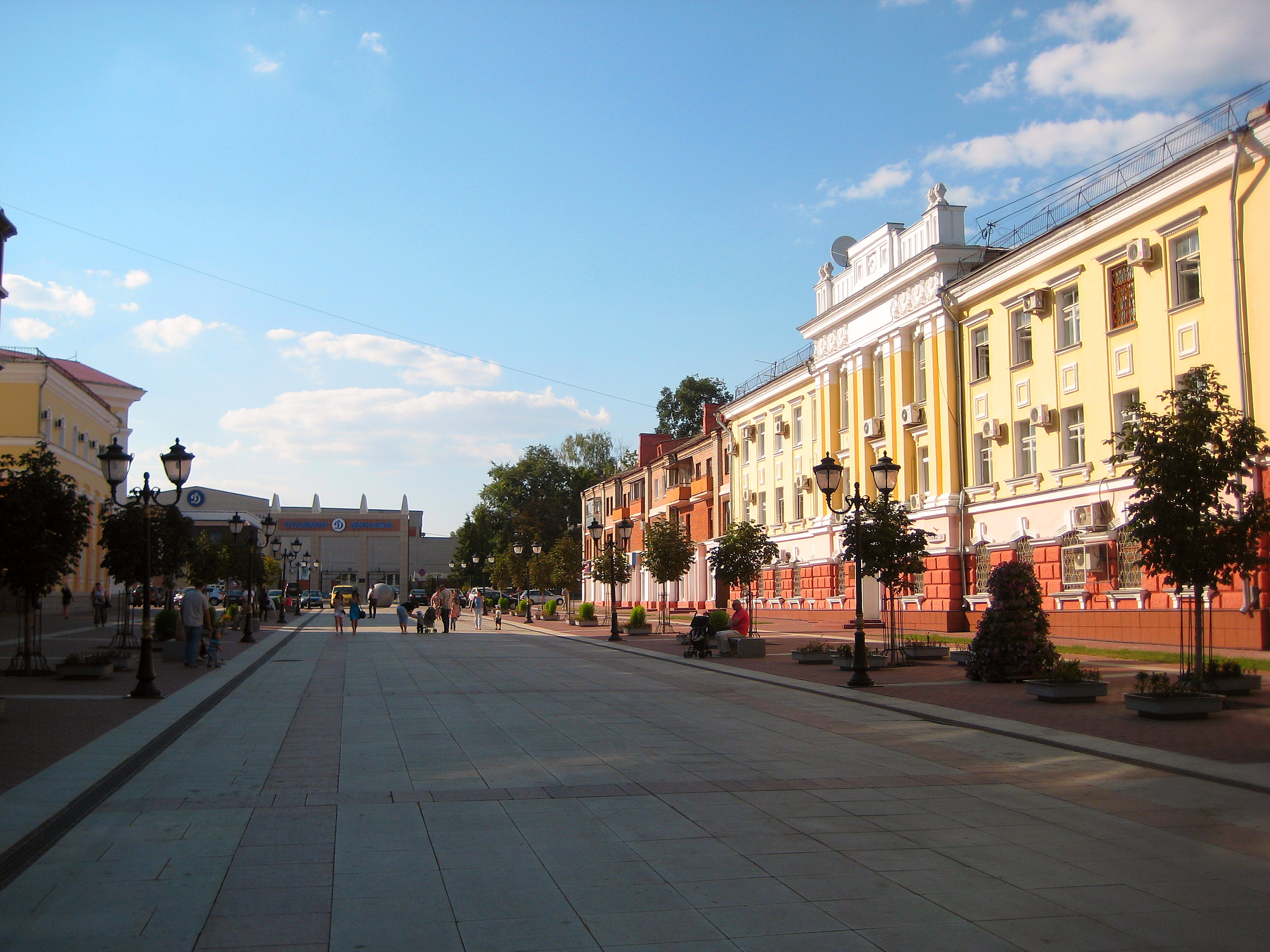
Бульвар Гагарина
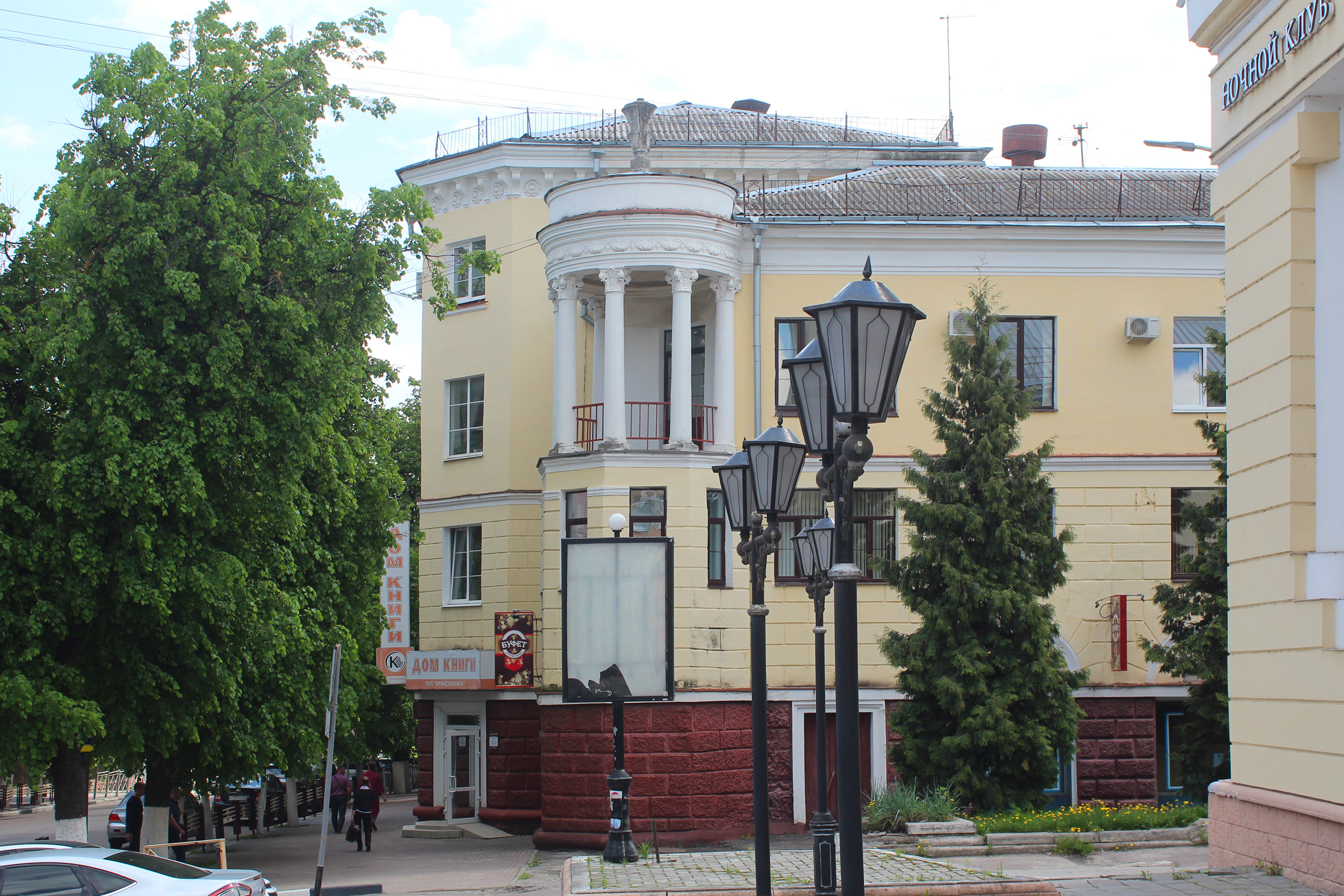
Дом книги на улице Фокина
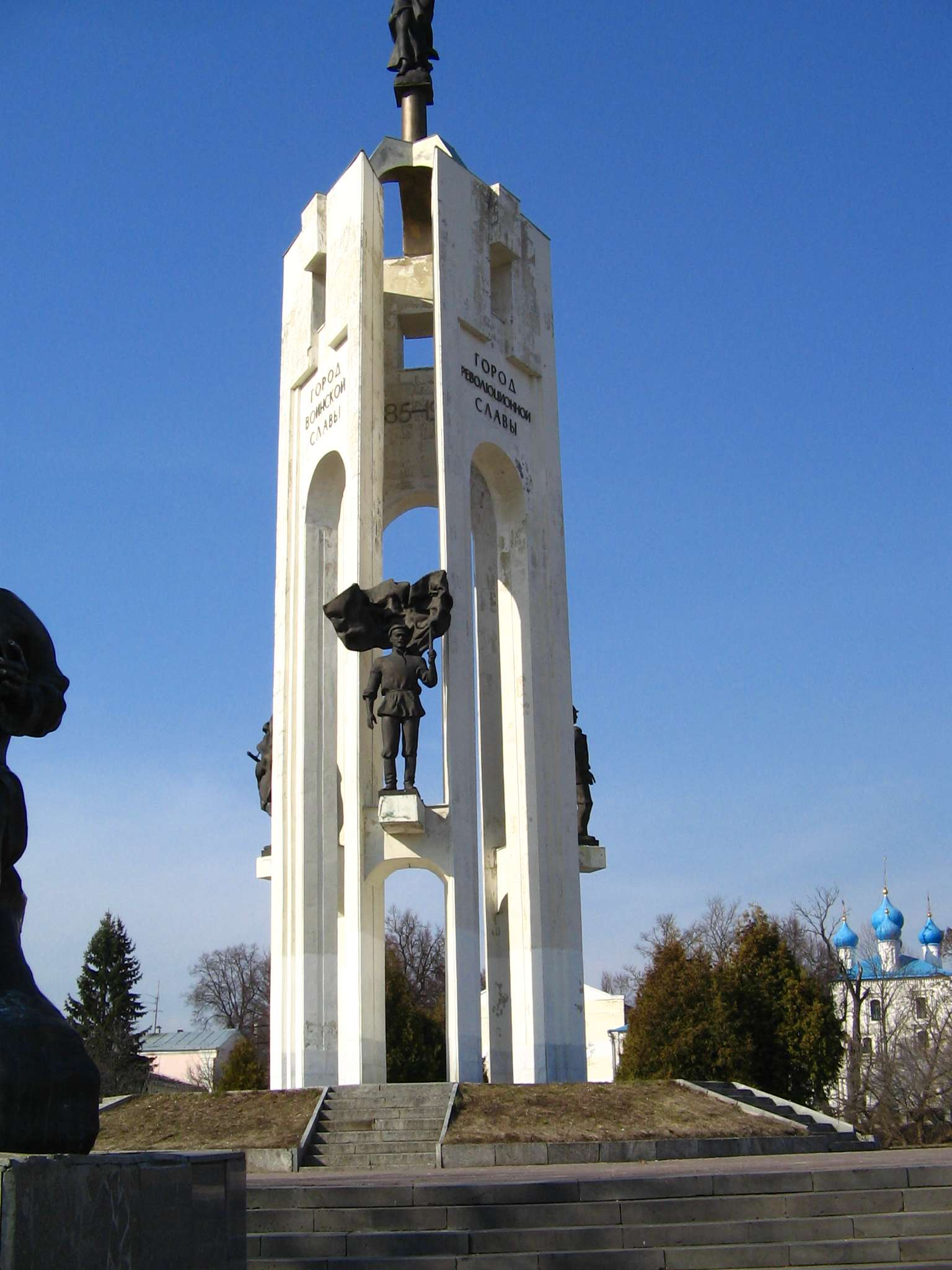
Центральный монумент на Покровской горе
Памятник на Площади Партизан
Монумент жертвам Чернобыля
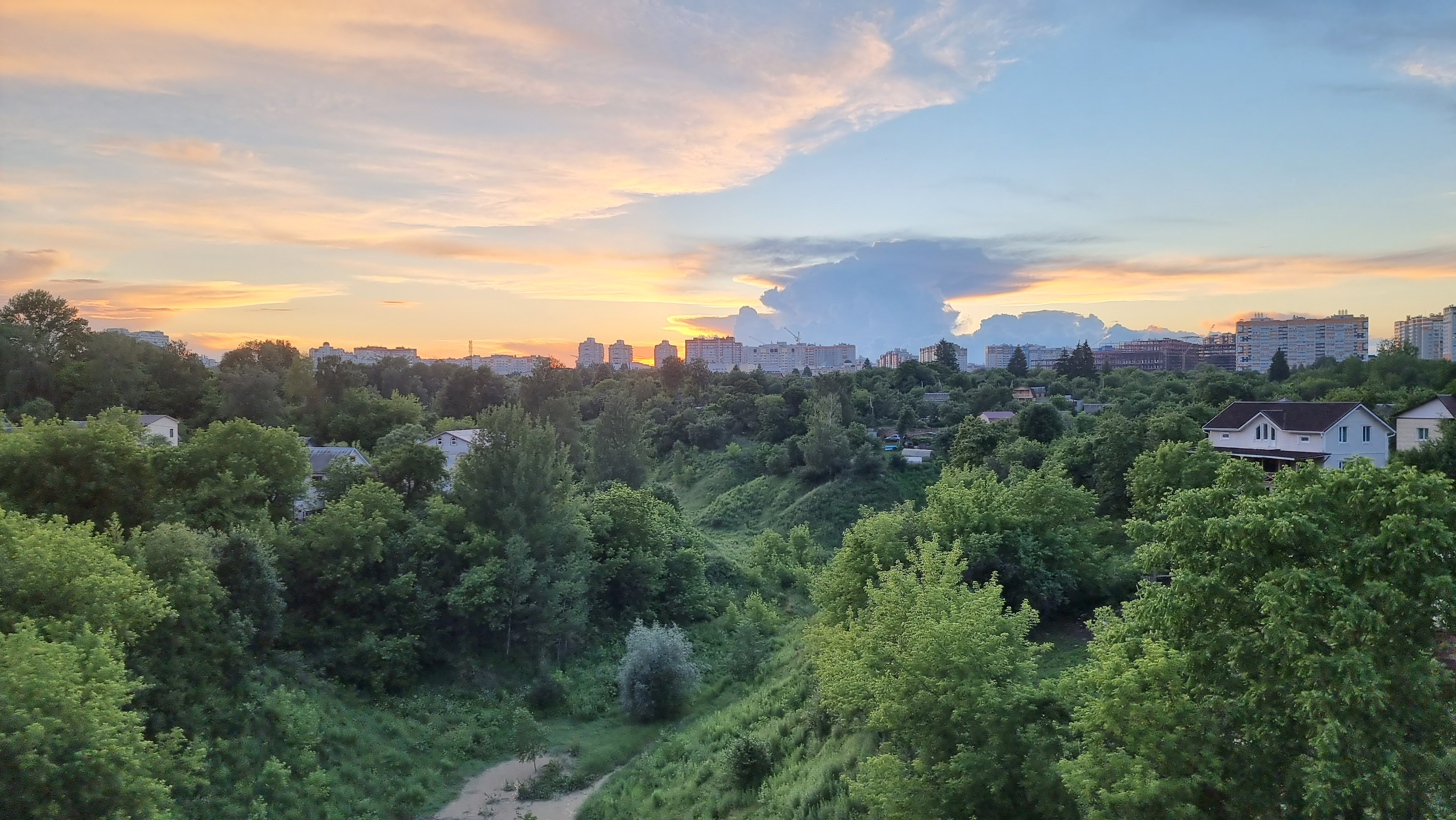
Верхний Судок

## Почётные граждане
- Анохов, Николай Егорович (1994[91])

## Города-побратимы
| Страна   | Город-побратим | Год установления связи |
| -------- | -------------- | ---------------------- |
| Россия   | Северодвинск   | 2003                   |
| Россия   | Орёл           | 2003                   |
| Россия   | Омск           | 2010                   |
| Россия   | Ижевск         | 2012                   |
| Россия   | Владивосток    |                        |
| Россия   | Грозный        | 2017                   |
| Россия   | Пенза          | 2017                   |
| Россия   | Калуга         | 2018                   |
| Беларусь | Гомель         | 1997                   |
| Беларусь | Могилёв        | 2012                   |
| Беларусь | Минск          | 2014                   |
| Болгария | Карлово        | 2001                   |
| Болгария | Дупница        | 2004                   |
| Венгрия  | Дьёр           | 2004                   |
| Латвия   | Ауцский край   | 2009                   |
| Литва    | Науйойи-Акмяне | 2004                   |
| Молдова  | Комрат         | 2015                   |
| Молдова  | Сорока         | 2018                   |
| Сербия   | Богатич        | 2016                   |
| ЛНР      | Брянка         | 2022                   |

#### Бывшие города-побратимы
- Украина До 2016 года городами-побратимами Брянска являлись также украинские города Чернигов (1998)[95] и Черновцы (2013)[96][нет в источнике].

- Польша, Конин (1995—2022). 4 марта 2022 года, в связи с вторжением России на Украину, было расторгнуто соглашение о партнёрстве, заключённое 8 мая 1995 года между городом Конином в Республике Польша и городом Брянск в Российской Федерации[97].